# 아우스트리츠의 영웅
아우스트리츠의 영웅(The Battle Of Austerlitz)은 리히텐슈타인에서 제작된 아벨 강스 감독의 1960년 드라마 영화이다. 클라우디아 카르디날레 등이 주연으로 출연하였고 알렉산더 등이 제작에 참여하였다. 방영명은 아우스테리츠이다.

## 출연

### 주연
- 클라우디아 카르디날레
- 마르틴 캐롤
- 레슬리 카론
- 클루드 콘티
- 비토리오 데 시카
- 안나 마리아 페레로
- 에토르 마니
- 조르쥬 막샬

### 조연
- 피에르 몽디
- 잭 팰런스
- 미셸 시몽
- 야네즈 브르호베츠
- 오손 웰즈